# Словник української мови у 20 томах
Словник української мови у 20 томах, або СУМ-20 — академічний тлумачний словник української мови, видавати який розпочало 2010 року видавництво «Наукова думка». СУМ-20 є наступником 11-томника, але суттєво відрізняється від нього. Це стосується насамперед ідеологічної спрямованості Словника, у процесі укладання якого проведено велику роботу з його деідеологізації, звільнення від рудиментів тоталітарної доби, які становили значну частину обсягу 11-томника (до 20 %).
- Головний науковий редактор — Русанівський Віталій Макарович (1931—2007).
- Науковий керівник проєкту — Широков Володимир Анатолійович.
- Установа-видавець — Український мовно-інформаційний фонд НАН України.
- Видавництво — Наукова думка.

ISBN 978-966-00-1050-5 (загальний).
Перші томи словника вийшли накладом 1000 примірників, навесні 2014 року оголосили передплату на додрукування тт. 1—4 словника.

## Опис видання
Наразі видано 14 томів із 20 (А — ПРЕФЕРЕНЦІЯ).
Укладання словника здійснювалося на базі комп'ютерної лексикографічної системи, розробленої в Українському мовно-інформаційному фонді НАН України.
20-томовий «Словник української мови» (т. зв. СУМ-20) успадкував форму попереднього 11-томового академічного «Словника української мови» (СУМ-11, 1970—1980). Для кожного з наведених у словнику значень вказується принаймні одна «ілюстрація» або приклад слововживання з художньої, наукової, науково-популярної чи навчальної літератури, а також журналів, газет, Інтернету і мови реклами.
На відміну від 11-томового словника, до списку цитованих авторів було включено майже 200 нових імен, які повністю або частково замовчувалися у радянські часи (зокрема, Емма Андієвська, Богдан-Ігор Антонич, Василь Барка, Борис Грінченко, Іван Дзюба, Майк Йогансен, Ліна Костенко, Євген Маланюк, Тарас Мельничук, Іван Огієнко, Валер'ян Підмогильний, Улас Самчук, Василь Стус та інші) чи утвердилися в українській літературі вже після завершення видання 11-томового словника (Юрій Андрухович, Юрій Винничук, Сергій Жадан, Оксана Забужко, Марія Матіос, Юрко Покальчук, Василь Шкляр та інші).
При укладанні словника лексикографи керувалися принципом «лексикографічної замкненості»: усі слова, що вжито у поясненнях слів, також мусять бути у реєстрі словника.
До кожного тому словника у кінці додано покажчик словосполучень та список реєстрових слів.

## Авторство та вміст

### Перший том: А— Б
Перший том містить 11530 словникових статей (літера А — 4388, літера Б — 7142).
Науковий редактор — Озерова Ніна Григорівна.
Укладачі:
- Шевченко Лариса Леонідівна (А — анна́мці)
- Чумак Володимир Васильович (анніба́лів — аятола́, Б — ба́лухи)
- Ярун Галина Михайлівна (балца́нка — бенети́ти)
- Шевченко Ігор Вікторович (бенефі́с — божево́літи)
- Бугаков Олег Віталійович (Бо́женька — бусо́льний)
- Білоноженко Віра Максимівна (бу́стер — бязь; усталені словосполучення)

Рецензенти: Кочерган Михайло Петрович, акад. Мацько Любов Іванівна, Мойсієнко Анатолій Кирилович, акад. Півторак Григорій Петрович, Плющ Марія Яківна.
Наукові консультанти: Єрмоленко Світлана Яківна, Тараненко Олександр Онисимович (з лінгвістичних питань), Туник Л. В. (з редакційної роботи).
Видання здійснене в межах Державної програми розвитку Національної словникової бази.
ISBN 978-966-00-1051-2 (том 1).

#### Порівняння з попереднім виданням
Порівняльні характеристики 20-томового словника та попереднього 11-томового видання у межах діапазону першого тому (А — Б):
| Назва показника                           | СУМ-11    | СУМ-20    | Збільшення, % |
| ----------------------------------------- | --------- | --------- | ------------- |
| Словникові статті                         | 6 303     | 11 531    | 82,94         |
| Знаки у словникових статтях               | 1 786 334 | 3 921 919 | 119,55        |
| Тлумачення реєстрових слів, у тому числі: | 9 577     | 14 346    | 49,8          |
| — значень                                 | 8 495     | 13 079    | 53,96         |
| — відтінків значень                       | 1 082     | 1 267     | 17,1          |
| Ілюстрації                                | 11 604    | 26 406    | 127,56        |
| Усталені словосполучення, у тому числі:   | 643       | 2 252     | 250,23        |
| — стійкі словосполучення                  | 439       | 522       | 18,91         |
| — еквіваленти слів                        | 0         | 6         | —             |
| — термінологічні словосполучення          | 51        | 479       | 839,22        |
| — фразеологізми                           | 153       | 1 245     | 713,77        |

### Другий том: В— ВІДСРІБЛИТИСЯ
Другий том містить 10 908 словникових статей.
Науковий редактор — Тараненко Олександр Онисимович.
Укладачі:
- Шевченко Лариса Леонідівна (В — вгамува́тися; відбі́г — відди́хуватися)
- Томіленко Людмила Миколаївна (вганя́ти — вдя́чно; взнава́ння — вигу́куватися; високоя́кісний — ви́тиснутися; виціло́вуватися — відбі́гти)
- Менько Лоліта Миколаївна (ве — взлі́сся; ви́сів — високоширо́тний; ви́тися — виціло́вувати)
- Мільченко Ольга Сергіївна (вгаша́ти — великорозу́мно; ви́гул — ви́лучитися; вирихто́вувати — висиха́ти)
- Погрібна Оксана Олександрівна (ви́лушок — ви́ритися)
- Чумак Володимир Васильович (віддієслі́вний — відсві́жуватися)
- Шевченко Ігор Вікторович (ві́дсвіт — відсрібли́тися)
- Білоноженко Віра Максимівна, Винник Василь Олексійович (усталені словосполучення)

### Третій том: ВІДСТАВА́ННЯ— ҐУРА́ЛЬНЯ
Третій том містить 12 737 лексичних одиниць (словникових статей).
Науковий редактор — Єрмоленко Світлана Яківна.

### Четвертий том: Д— ЖУЧО́К
Четвертий том містить 10 760 лексичних одиниць (словникових статей).

### П'ятий том: З— ЗВ'ЯНУТИ[3][4]
П'ятий том містить 9 937 лексичних одиниць (словникових статей).

### Шостий том: ЗГА́ГА— КВА́РТА[4]
Шостий том містить 9 211 лексичних одиниць (словникових статей).

### Сьомий том: КВАРТАЛ— КЯХТИНСЬКИЙ
Сьомий том містить 8 261 словникову статтю.

### Восьмий том: Л— МІШУРНИЙ
Восьмий том містить 9 115 словникову статтю.

### Десятий том: НА́СТУП— О́БМІЛЬ
У 2019 році вийшов десятий том словника. Том містить 9 910 словникових статей.

### Одинадцятий том: ОБМІН— ОЯСНЮВАТИ
У 2020 році вийшов одинадцятий том словника. Том містить 8 053 словникових статей.

### Дванадцятий том: П— ПІДКУРЮВАЧ
У 2021 році вийшов дванадцятий том словника. Том містить 10 416 словникових статей.

### Тринадцятий том: ПІДКУСА— ПОКІРНО
У 2022 році вийшов тринадцятий том словника. Том містить 8 673 словникові статті.

### Чотирнадцятий том: ПОКІС— ПРЕФЕРЕНЦІЯ
У 2023 році вийшов чотирнадцятий том словника.

### П'ятнадцятий том: ПРЕФІКС— П'ЯТЬ
У 2024 році вийшов п'ятнадцятий том словника. Том містить 10 437 словникових статей.

## Критика
На думку громадського діяча Ореста Друля, порівняно з одинадцятитомним словником, одним із недоліків СУМ-20 є відмова від паспортизації цитат. Іншим недоліком є велика кількість хиб у цитатах-ілюстраціях. Як приклад можуть слугувати обидві ілюстрації до статті «Вазарамо»:
Мова вазарамо — кізарамо (або кідзаламо) — близька до суахілі й належить до східної групи мовної сім'ї банту (з наук. літ.).

Основне заняття вазарамо — мотичне землеробство (сорго, кукурудза, банани) (з наук.-попул. літ.).

Попри те, що джерела цих цитат вказані різні — «наукова» і «науково-популярна література», — на думку Ореста Друля, обидві цитати було взято із російськомовної «Великої радянської енциклопедії»:
Язык Вазарамо — кизарамо (или кидзаламо) близок суахили и относится к восточной группе языковой семьи банту. <…>

Основное занятие — мотыжное земледелие (сорго, кукуруза, бананы).
Іншою поширеною хибою цитування у словнику є неправильно вказане авторство у численних цитатах, які взято з 11-томного словника. Наприклад, замість Панаса Кочури словник посилається на Івана Кочергу, замість Степана Руданського — на Миколу Руденка тощо.

## Видання
- Словник української мови [Текст]: у 20 т. / НАН України, Укр. мов.-інформ. фонд. — К. : Наукова думка, 2010. — ISBN 978-966-00-1050-5.
  - Т. 1: А — Б / [уклад.: Л. Л. Шевченко та ін.; голов. наук. ред. В. М. Русанівський]. — 2010. — 912 с. — Бібліогр.: с. 63—66. — 1000 примірників. — ISBN 978-966-00-1051-2
  - Т. 2: В — Відсріблитися / [уклад.: Л. Л. Шевченко та ін.]. — 2012. — 975 с. — 1000 примірників. — ISBN 978-966-00-1273-8 (т. 2).
  - Т. 3: Відставання — ґуральня / [уклад.: І. В. Шевченко та ін.]. — 2012. — 1119 с. — ISBN 978-966-8825-82-8 (т. 3).
  - Т. 4: Д — Ж / [уклад.: В. В. Чумак та ін.]. — 2013. — 1007 с. — 1000 примірників. — ISBN 978-966-02-7069-5 (т. 4).
  - Т. 5: З — Зв'янути / Ін-т мовознавства ім. О. О. Потебні; [уклад.: І. В. Шевченко та ін. ; наук. ред. О. О. Тараненко]. — Київ: Укр. мов.-інформ. фонд, 2014. — 991 с. — 1000 примірників. — ISBN 978-966-02-7402-0 (т. 5).
  - Т. 6: Згага — Кварта / [уклад.: І. В. Шевченко та ін.; наук. ред.: О. О. Тараненко, С. Я. Єрмоленко]. — Київ: Укр. мов.-інформ. фонд, 2015. — 991 с. — 1000 екз. — ISBN 978-966-02-7739-7 (т. 6).
  - Т. 7: Квартал — Кяхтинський.